# Фонтен-де-Воклюз
Фонтен-де-Воклюз (фр. Fontaine-de-Vaucluse) — коммуна во французском департаменте Воклюз региона Прованс — Альпы — Лазурный Берег. Относится к кантону Л’Иль-сюр-ла-Сорг. Деревня названа так благодаря карстовому источнику Воклюз, расположенному в её окрестностях, — истоку реки Сорг, глубина которого достигает 315 м. Источник дал название коммуне и департаменту.

## Географическое положение
Фонтен-де-Воклюз расположен в 26 км к востоку от Авиньона и в 4 км к востоку от города Л’Иль-сюр-ла-Сорг. Соседние коммуны: Горд на востоке, Кабриер-д’Авиньон на юго-востоке, Лань на юге, Л’Иль-сюр-ла-Сорг на западе, Соман-де-Воклюз на северо-западе.
Деревня стоит на реке Сорг.

## Демография
Население коммуны на 2010 год составляло 668 человек.
| 1962 | 1968 | 1975 | 1982 | 1990 | 1999 | 2010 |
| ---- | ---- | ---- | ---- | ---- | ---- | ---- |
| 615  | 698  | 532  | 604  | 580  | 605  | 668  |

## Достопримечательности
- Остатки древнеримского канала на левом берегу Сорга.
- Церковь Нотр-Дам-э-Сен-Веран, XI или XII век. Святой Веран Кавайонский считается покровителем деревни.
- Остатки замка епископа Кавайона, XIII—XIV века.
- Колонна, возведённая в 1804 году в честь 500-летия Петрарки.
- Два первобытных поселения.
- Музей-библиотека Франческо Петрарки. Находится в доме, в котором жил итальянский поэт, включает рисунки и эстампы Лауры, возлюбленной поэта, а также старинные издания произведений самого Петрарки и его последователей.
- Музей Свободы, посвящённый оккупации Воклюза во время Второй мировой войны и движению Сопротивления.
- Экомузей сантонов и традиций Прованса[2].
- Музей Vallis Clausa, действующая бумажная мельница XV века. Демонстрирует получение бумаги в то время.
- Фонтан Воклюза, представляет собой карстовый источник большой глубины, первый из описанных подобных карстовых источников. В 1985 году управляемый аппарат достиг глубины 315 м.[1]
- Виадук, несколько плотин и мостов, старые бумажные фабрики.

## Известные люди, связанные с коммуной
- В Фонтен-де-Воклюз в разное время жили, посещали и упоминали в своих произведениях Петрарка, Жорж де Скюдери, Мирабо, Шатобриан, Фредерик Мистраль и Рене Шар.
- Святой Веран, епископ Кавайона, жил здесь отшельником около 515 года.
- Жан Гарсен (Jean Garcin; 1917—2006) — участник Сопротивления, французский политический деятель.

## Легенды
В I—VI веках, по легенде, окружающую местность держал в страхе Кулобр — огромная драконоподобная рептилия. Родившийся в Воклюзе Веран Кавайонский, епископ Кавайонский, в конце VI века изгнал чудовище.
Одну из красивейших легенд, объясняющих переменчивый уровень источника Воклюз, изложил поэт Фредерик Мистраль: «Однажды фея фонтана приняла образ прекрасной девы. Она взяла за руку бродячего старика менестреля и провела его сквозь воды Воклюза к подземному лугу, на котором было семь отверстий, закрытых семью огромными алмазами. «Видишь ли ты эти алмазы? — спросила фея.— Когда я поднимаю седьмой алмаз, источник поднимается до корней фигового дерева, пьющего воду один раз в году».

## Галерея
- Церковь Нотр-Дам-э-Сен-Веран
- Музей-библиотека Франческо Петрарки
- Петрарка, Лаура и купидон. Аллегория в Воклюзе. Около 1444 года.
- Бумажная мельница
- Дорога к карстовому источнику Воклюз
- Вид на источник Воклюз
- Развалины замка епископа Кавайона
- Вид на замок
- Воды Сорга
- Вино AOC Ventoux Vallis Clausa